# Neptis mahendra
Neptis mahendra är en fjärilsart som beskrevs av Moore 1872. Neptis mahendra ingår i släktet Neptis och familjen praktfjärilar. Inga underarter finns listade i Catalogue of Life.